# Соболівка (Вінницький район)
Соболі́вка — село в Україні, входить до складу Сиваковецького старостинського округу Турбівської селищної громади Вінницької області. Населення становить 402 особи. Через село протікає річка Десенка (Десна).

## Історична довідка
Перші письмові згадки про Соболівку датуються 1596 роком (архівні записи), коли Федір Стрижавський ділив свої володіння між дітьми. Тоді Соболівка була віднесена до Стрижавського повіту.
Також Соболівка згадується разом із Сиваківцями у документах 1600-1604 років, коли тривав судовий поділ навколишніх земель між Федором Стрижевським та Омеляном Сабароським. За пропозицію останнього: „...також ріку Десниця, яка під селом Сивовківці іде, їдучи з Прилуки до Вениці, перевоз по половині брати маємо, по правій руці перевоз до Соболівки ріка пана Стрижевського й моложанки його, а по ліву до Турбова ріка мені”.
У 1740 році у Сиваківцях збудовано дерев’яну церкву, до якої також належало село Соболівка.
У листопаді 1921 року утворено сільську раду, до складу якої увійшли села Сиваківці та Соболівка.
У 1929 році в селі утворено колгосп «Червоний край», першим головою був Антип Ілліч Самар.
Під час Голодомору 1932-1933 років у Соболівці зафіксовано випадок канібалізму. Пригадують Матящук Уляна Павлівна, Присяжнюк Катерина, Дусанюк Тофілька та інші як по селу ходила дівчина та просила їсти, зайшла до баби Гаврилихи, а звідти не вийшла. Невістка баби чула, як кричала дівчина і заявила в сільську раду. Пізніше виявили ночви з нутрощами, відрубану голову з довгою дівочою косою, а м’ясо було сховано на горищі. На вигоні зібралось майже все село, коли міліція забирала бабу, прив’язавши її до воза.
Після війни у 1944 році в Соболівці налічувалось 869 мешканців.
У післявоєнні роки на території села Соболівка по вулиці Садова, 33 в пустуючій хаті батька Пушкової Олени Андріївни функціонував Соболівський роддом.
В 1950 році колгосп «Червоний край» об'єднано з Сиваківським колгоспом «Радянське село» у колгосп імені Молотова, який у 1957 році перейменовано в ім. Шевченка.
З 1985 по 1994 р. на посаді голови сільської ради перебувала Тетяна Федорівна Пушкова (Франкова), уродженка Соболівки. За період її головування у Соболівці збудовано пам'ятник та зроблено тверде дорожнє покриття по вулиці Садовій. Продовжено облаштування вулиць села з твердим дорожнім покриттям і при голові Рябіщук Зінаїді Василівні, яка працювала сільським головою з 1999 по 2020 роки. Також проведено газ та водопостачання.
Станом на 2018 рік у Соболівці проживало 357 осіб у 247 дворах, утримувалося 37 корів. У тому ж році на виграні у конкурсі кошти в селі облаштовано ігровий майданчик.

## Населення

### Мова
Розподіл населення за рідною мовою за даними перепису 2001 року:
| Мова       | Кількість | Відсоток |
| ---------- | --------- | -------- |
| українська | 393       | 97.76%   |
| російська  | 8         | 1.99%    |
| білоруська | 1         | 0.25%    |
| Усього     | 402       | 100%     |

## Галерея

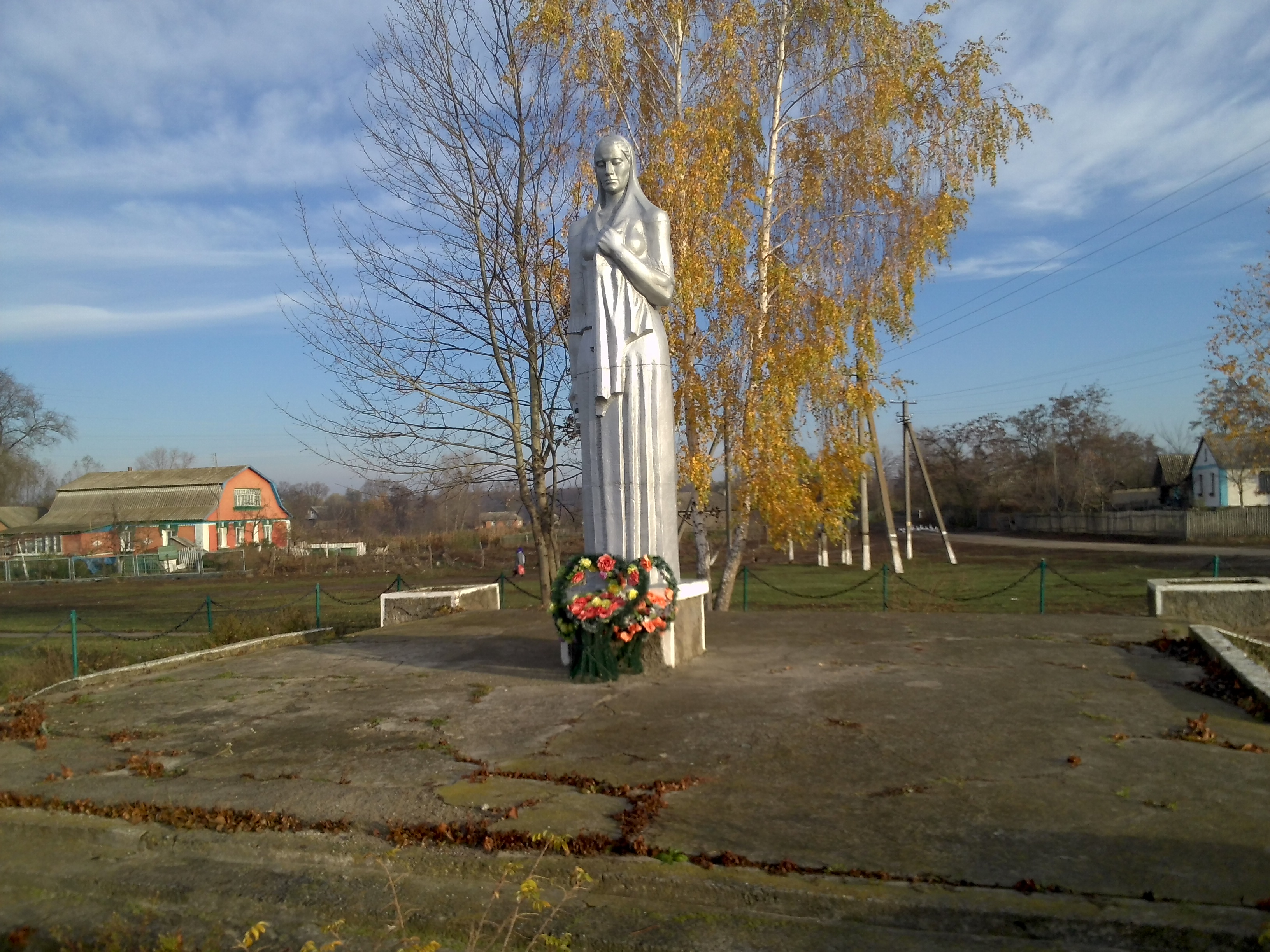
Братська могила у центрі села
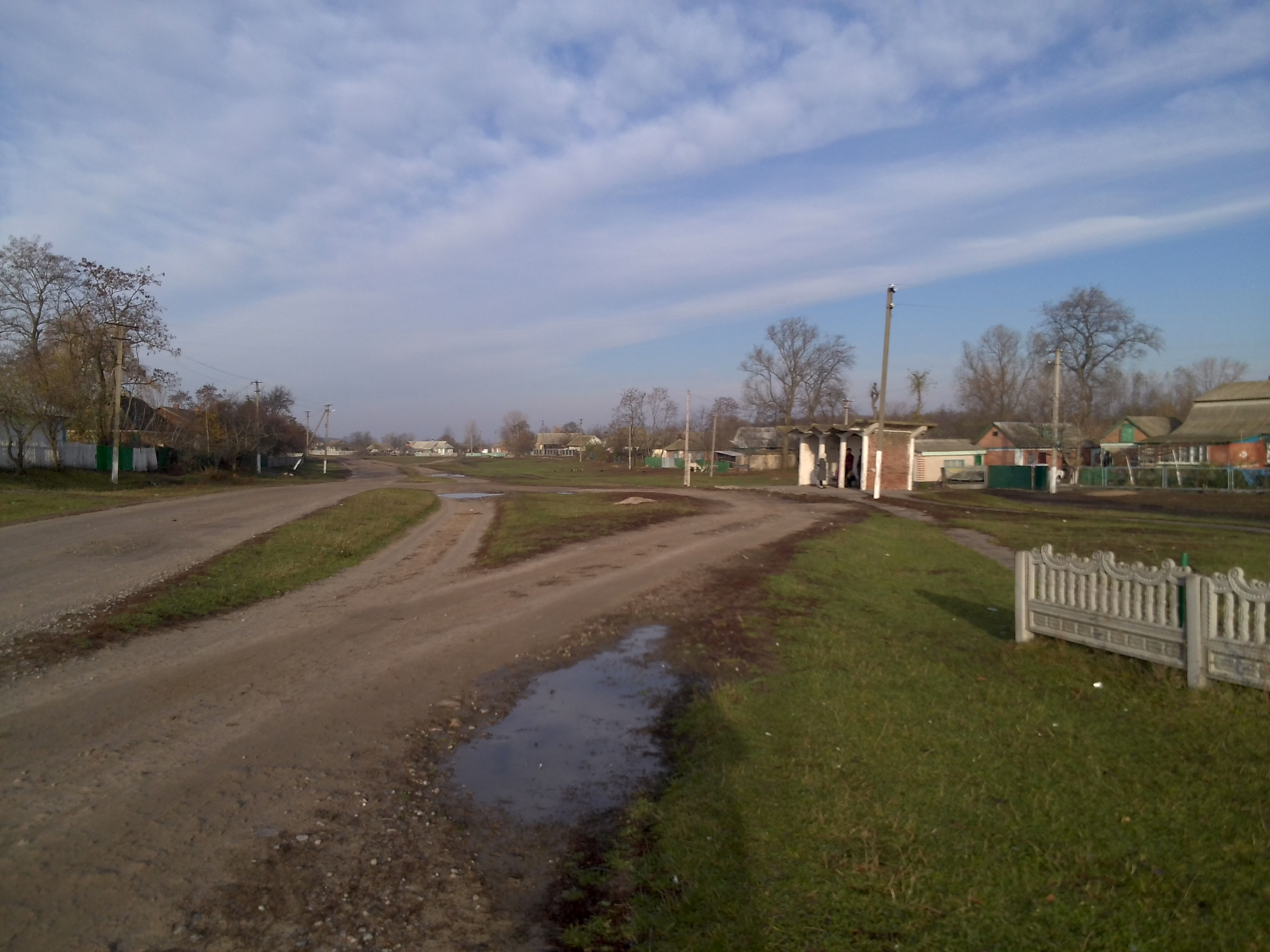
Центр села
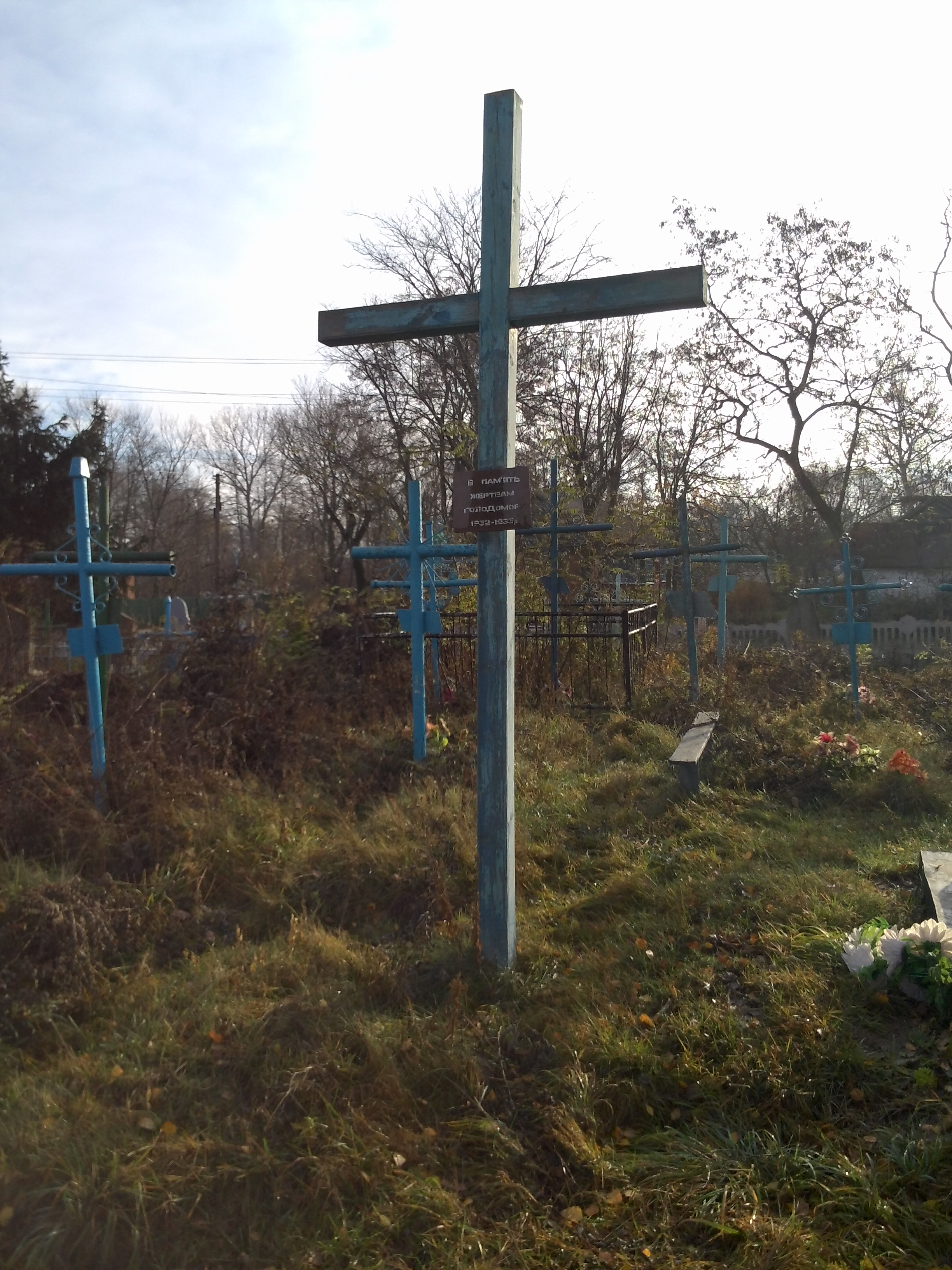
Хрест на кладовищі, в пам'ять про жертв Голодомору

.

## Постаті
- Кащук Микола Кирилович (* 1950) — український письменник, поет-гуморист. Член Національної спілки письменників України.
- Ком’яков Владислав Валерійович (1994—2022) — старший солдат окремого загону спеціального призначення НГУ «Азов» Національної гвардії України, учасник російсько-української війни, що загинув у ході російського вторгнення в Україну в 2022 році.